# Szerbia az olimpiai játékokon

1912

Szerbia 96 évnyi szünet után 2008-ban tért vissza független országként az olimpiai játékokra. 1920 és 2006 között a szerb sportolók Jugoszlávia, majd Szerbia és Montenegró csapatait erősítették, 1992-ben pedig a nyári olimpián független résztvevőkként voltak jelen.
A Szerb Olimpiai Bizottság 1919-ben alakult meg, a NOB 1920-ban vette fel tagjai közé, a bizottság jelenlegi elnöke Ivan Curkovic.

## Éremtáblázatok

### Érmek a nyári olimpiai játékokon
| Olimpia         | Arany                                                     | Ezüst                                                     | Bronz                                                     | Összesen                                                  |
| 1912, Stockholm | 0                                                         | 0                                                         | 0                                                         | 0                                                         |
| 1920–1988       | Jugoszlávia részeként                                     | Jugoszlávia részeként                                     | Jugoszlávia részeként                                     | Jugoszlávia részeként                                     |
| 1992, Barcelona | Független résztvevőkként                                  | Független résztvevőkként                                  | Független résztvevőkként                                  | Független résztvevőkként                                  |
| 1996–2004       | (Kis-)Jugoszlávia illetve Szerbia és Montenegró részeként | (Kis-)Jugoszlávia illetve Szerbia és Montenegró részeként | (Kis-)Jugoszlávia illetve Szerbia és Montenegró részeként | (Kis-)Jugoszlávia illetve Szerbia és Montenegró részeként |
| 2008, Peking    | 0                                                         | 1                                                         | 2                                                         | 3                                                         |
| 2012, London    | 1                                                         | 1                                                         | 2                                                         | 4                                                         |
| Összesen        | 1                                                         | 2                                                         | 4                                                         | 7                                                         |

## Érmek sportáganként

### Érmek a nyári olimpiai játékokon sportáganként
| Szerbia érmei a nyári olimpiai játékokon sportáganként | Szerbia érmei a nyári olimpiai játékokon sportáganként | Szerbia érmei a nyári olimpiai játékokon sportáganként | Szerbia érmei a nyári olimpiai játékokon sportáganként | Az olimpiai zászlaja |

| Sportág       | Arany | Ezüst | Bronz | Összesen |
| ------------- | ----- | ----- | ----- | -------- |
| Úszás         | 0     | 1     | 0     | 1        |
| Taekwondo     | 1     | 0     | 0     | 1        |
| Tenisz        | 0     | 0     | 1     | 1        |
| Vízilabda     | 0     | 0     | 2     | 2        |
| Sportlövészet | 0     | 1     | 1     | 2        |
| Összesen      | 1     | 2     | 4     | 7        |